# Giết người vì danh dự
Giết người vì danh dự hay giết người vì xấu hổ là giết một thành viên trong gia đình, vì niềm tin của thủ phạm rằng nạn nhân đã mang lại sự xấu hổ hoặc mất danh dự cho gia đình, hoặc đã vi phạm các nguyên tắc của cộng đồng hoặc tôn giáo với một truyền thống văn hóa danh dự. Lý do điển hình bao gồm ly dị hoặc ly thân từ người bạn đời của họ, từ chối hôn nhân sắp xếp trước, tảo hôn hoặc buộc phải kết hôn, do đang trong một mối quan hệ hoặc có liên kết với các nhóm xã hội bên ngoài gia đình mà không được chấp thuận mạnh mẽ bởi gia đình của một người, có quan hệ tình dục trước hôn nhân hoặc quan hệ tình dục ngoài hôn nhân, trở thành nạn nhân của cưỡng hiếp hoặc tấn công tình dục, mặc quần áo, trang sức và phụ kiện được cho là không phù hợp, tham gia vào các mối quan hệ không dị tính hoặc từ bỏ đức tin.
Mặc dù cả nam và nữ đều phạm tội và là nạn nhân của các vụ giết người vì danh dự, trong một số nền văn hóa, bộ luật danh dự có các tiêu chuẩn khác nhau đối với nam và nữ, bao gồm các tiêu chuẩn khắt khe hơn đối với phụ nữ và nghĩa vụ đối với nam giới để thực hiện các hành vi bạo lực nếu được yêu cầu. Trong một số trường hợp, mã danh dự là một phần của hệ thống xã hội lớn hơn, mà ép phụ nữ phải phục tùng nam giới. Những sự bất cân xứng này, kết hợp với ưu thế của mối quan hệ dị tính và thủ phạm bạo lực nam, có nghĩa là giết người vì danh dự là bạo lực không tương xứng với phụ nữ. Ngăn chặn và trừng phạt giết người vì danh dự và các tội ác tương tự là những vấn đề được các nhà vận động quốc tế và quốc tế ủng hộ vì quyền của phụ nữ, quyền của nam giới, quyền LGBT, tự do tôn giáo và các nhóm chống bạo lực gia đình nói chung.
Giết người vì danh dự là một loại bạo lực gia đình theo nghĩa bạo lực rộng nhất trong một gia đình (không giới hạn ở bạo lực đối tác thân mật, là một ý nghĩa phổ biến khác của thuật ngữ này). Hệ thống tư pháp của một số quốc gia, cho dù bằng các quy định rõ ràng do thiếu thực thi luật pháp hiện hành, sẽ không truy tố hoặc phân phối giảm hình phạt đối với các vụ giết người được thực hiện nhân danh danh dự gia đình. Một số khu vực pháp lý có các hình phạt nhẹ nhàng hơn đối với các tội phạm đam mê mà không có tiền xử lý (chẳng hạn như giết người ngay khi phát hiện ngoại tình), hoặc rõ ràng đã giảm hình phạt cho một người chồng giết vợ lừa dối (nhưng không nhất thiết là ngược lại). Xử lý đặc biệt các tội ác do đam mê áp dụng cho dù giết người có được thực hiện nhân danh hay không, nhưng thủ phạm giết người vì danh dự có thể được hưởng lợi từ các quy tắc này, và các trường hợp ngoại lệ nêu lên sự phản đối tương tự từ những người ủng hộ chống bạo lực.